# Para przesycona
Para przechłodzona (para przesycona) – para  mająca temperaturę niższą niż temperatura pary nasyconej przy tym samym ciśnieniu. Nie skrapla się z braku centrów kondensacji. Występuje w powietrzu. W laboratorium otrzymywana przez zmniejszenie ciśnienia pary suchej, jest wykorzystywana w komorze Wilsona.
Parametry:
- temperatura
- ciśnienie